# Gunnarskog
Gunnarskog is een plaats in de gemeente Arvika in het landschap Värmland en de provincie Värmlands län in Zweden. De plaats heeft 280 inwoners (2005) en een oppervlakte van 80 hectare. De plaats ligt aan de met elkaar in verbinding staande meren Bergsjön en Gunnern, voor de rest bestaat de directe omgeving van de plaats uit zowel bos als landbouwgrond. De stad Arvika ligt ongeveer dertig kilometer ten zuiden van het dorp.